# Ben Browder
Pour les articles homonymes, voir Browder.
Ben Browder (Robert Benedict Browder, né le 11 décembre 1962) est un acteur américain de films et séries télévisées, qui tourna des rôles minimes avant d'être révélé pour son rôle principal dans la série télévisée Farscape.

## Biographie
Natif de Memphis, Browder rencontre sa femme Francesca Buller (en) (actrice), alors qu'il étudie à Central School of Speech and Drama (Londres). Le couple part avec ses deux enfants pour l'Australie lors de la production de Farscape (1999–2002), où Browder joue le rôle principal d'un astronaute américain John Crichton. Buller, sa femme, joua alors quelques rôles dans la série, ainsi que son fils et sa fille qui sont respectivement apparus dans le même épisode de la saison 2. Ils retournèrent aux États-Unis en 2002 à la suite de l'arrêt de Farscape. Sa plus récente apparition dans un film fut dans A Killer Within (eml), avec également C. Thomas Howell et Sean Young.
En 2004, il joua le rôle de l’acteur Lee Majors dans le téléfilm Behind the Camera: The Unauthorised Story of Drôles de dames.
Puis il reprit le rôle de John Crichton en 2004 dans la mini-série Farscape : Guerre pacificatrice (Farscape: The Peacekeeper Wars) de la chaîne Sci-Fi.
Cette mini-série clôture le suspense en instance de la 4e et dernière saison de Farscape (à la suite de son annulation) laissant cependant ouverte la possibilité de futures aventures.
En janvier 2005, Browder doubla le personnage Bat Lash dans un épisode de la série animée Justice League Unlimited (en) nommé The Once and Future Thing, Part 1: Weird Western Tales.
Browder rejoint l'équipe d'une autre série de science fiction, Stargate SG-1, pour ses 9e et 10e saisons et ses téléfilms postérieurs. Il y joue le rôle du Lieutenant Colonel Cameron Mitchell.
Puis en mars 2012, il rejoint la nouvelle saison de Doctor Who, où il incarne Isaac, Marshall de la ville de Mercy dans le 3e épisode. Il décroche en 2013 un rôle dans deux épisodes de la série Arrow. En 2015, il apparaitra dans un épisode des Experts (saison 15 épisode 12) et dans le jeu vidéo Call of Duty: Black Ops III dans lequel il devrait incarner le joueur principal du mode campagne.

## Filmographie

### Jeux vidéo
- 2015 : Call of Duty: Black Ops III

### Acteur
- 1991 : Un baiser avant de mourir (film de James Dearden) : Tommy Roussell
- 1991 : 1991 : Memphis belle : capitaine novice
- 1994 : Arabesque (saison 11, épisode 9) : Ollie Rudman
- 1994 : Melrose Place (saison 2, épisode 25) : Adam Travell
- 1996 : Troubles (saison inconnue) : Eric King
- 1996-1997 : La Vie à cinq (saison 3, épisode 9 à 12 et 14 à 19) : Sam Brody
- 1997 : Nevada (film de Gary Tieche) : Shelby
- 1998 : Le ciel est en feu (en) (film de Dan Lerner) : Racer
- 1999-2003 : Farscape (saisons 1 à 4) : John Crichton
- 2003 : Les Experts : Miami (saison 1, épisode 22) : Danny Maxwell
- 2004 : Farscape : Guerre pacificatrice : John Crichton
- 2005-2007 : Stargate SG-1 (saisons 9 et 10) : Lieutenant-Colonel Cameron Mitchell
- 2008 : Stargate : L'Arche de Vérité (vidéofilm de Robert C. Cooper) : Lieutenant-Colonel Cameron Mitchell
- 2008 : Stargate : Continuum (vidéofilm de Martin Wood) : Colonel Cameron Mitchell / Capitaine de l'Achilles
- 2012 : Chuck (saison 5, épisode 11)
- 2012 : Doctor Who La Ville de la miséricorde (saison 7, épisode 3) : Isaac
- 2013 - 2014 : Arrow (saison 1, épisode 11 et saison 2, épisode 16) : Ted Gaynor
- 2014 : Les aventures de Roborex[1] : Robert Miller
- 2016 :  Outlaws and Angels : George Tildon
- 2017 : Les Gardiens de la Galaxie Vol. 2 : Amiral Sovereign
- 2018 : Esprits criminels : Chef de la police Steve Gaines
- 2021 : S.W.A.T (Saison 4, épisode 4): Sergent Tim Davis

### Scénariste
- 2007 : Stargate SG-1 : épisode 16 de la saison 10
- 2001-2002 : Farscape : épisode 7 de la saison 4 / épisode 8 de la saison 3

## Distinctions
- Saturn Awards 2000 : Meilleur acteur de série télévisée pour Farscape
- Saturn Awards 2001 : Meilleur acteur de série télévisée pour Farscape
- Saturn Awards 2005 : Meilleur acteur de série télévisée pour Farscape